# UPS-Airlines-Flug 1354
Der UPS-Airlines-Flug 1354 war ein Linienflug der Frachtfluggesellschaft UPS Airlines vom Flughafen Louisville zum Birmingham-Shuttlesworth International Airport in Alabama. Am 14. August 2013 verunglückte dabei ein Airbus A300-600F beim Anflug nördlich der Landebahn 18, nachdem er zuvor Bäume gestreift hatte. Dabei kamen sowohl der Kapitän als auch die Copilotin ums Leben.

## Flugzeug
Der Airbus A300-600 wurde 2003 gebaut und im Februar 2004 mit dem Kennzeichen N155UP neu an UPS geliefert. Zum Unfallzeitpunkt hatte er etwa 11.000 Flugstunden und 6800 Flugzyklen erflogen.

## Ablauf
Beim Nicht-Präzisionsanflugverfahren verunglückte der Airbus A300-600F 1000 Meter nördlich der Landebahn 18, nachdem er zuvor Bäume gestreift hatte. Er zerbrach in mehrere Teile, fing Feuer und kam schließlich in leicht welligem Gelände zu liegen. Bei dem Unfall verloren sowohl der Kapitän als auch die Copilotin ihr Leben.

## Ursachen
Die Ermittler des NTSB konnten als Ursache feststellen, dass den Piloten eine Reihe von Fehlern unterlaufen waren, die zum Unterschreiten der Mindestflughöhe führten.
So wurde z. B. vergessen, nach einer Änderung im Flugplan den alten im FMS zu löschen, so dass beide Flugpläne einprogrammiert waren. Dies führte dazu, dass die Automatisierung nicht funktionierte. Die im FMS angezeigte Diskontinuität des Flugplans wurde von den Piloten nicht bemerkt. Der Kapitän hatte einen „Tunnelblick“, der sich nur auf die infolge Nichtfunktionierens der Automatisierung zu hohe Flughöhe konzentrierte.
Als weitere Ursachen wurden die Müdigkeit und fehlende Kommunikation zwischen der Besatzung festgestellt.

## Medien
In der zehnten Folge der 21. Staffel der kanadischen Fernsehsendung Mayday – Alarm im Cockpit wurde eine Rekonstruktion des Unfalls in der Episode „Deadly Delivery“ gezeigt.